# 1924-es Giro d’Italia
Az 1924-es Giro d’Italia volt az olasz körverseny tizenkettedik kiírása. A verseny május 10-én kezdődött és június elsején ért véget. A verseny egyaránt Milánóban kezdődött és fejeződött be. A versenyen egy sztrájk miatt a vártnál sokkal kevesebb nevező volt, így a szervezők engedélyezték független versenyzők számára is az indulást.
Ezen a versenyen indult a Giro történetének egyetlen női versenyzője, Alfonsina Strada is. A jegyzőkönyvbe Alfonsin Strada néven került, vagyis sikerült eltitkolnia a nemét. Csak két szakaszon ért célba utolsóként, azonban a nyolcadikon limitidőn kívül ért célba, így ki kellett volna zárni őt. Ekkorra kiderült már a neme, így egyfajta gesztusként megengedték neki, hogy folytassa a versenyt.

## Szakaszok
| #   | Honnan   | Hová     | km  | Szakaszgyőztes                | Összetettben élen álló      |
| 1ª  | Milánó   | Genova   | 300 | Bartolomeo Aymo Olaszország   | Bartolomeo Aymo Olaszország |
| 2ª  | Genoa    | Firenze  | 307 | Federico Gay Olaszország      | Bartolomeo Aymo Olaszország |
| 3ª  | Firenze  | Róma     | 284 | Federico Gay Olaszország      | Federico Gay Olaszország    |
| 4ª  | Róma     | Nápoly   | 249 | Adriano Zanaga Olaszország    | Federico Gay Olaszország    |
| 5ª  | Potenza  | Taranto  | 265 | Federico Gay Olaszország      | Federico Gay Olaszország    |
| 6ª  | Taranto  | Foggia   | 230 | Federico Gay Olaszország      | Federico Gay Olaszország    |
| 7ª  | Foggia   | L’Aquila | 304 | Giuseppe Enrici Olaszország   | Giuseppe Enrici Olaszország |
| 8ª  | L'Aquila | Perugia  | 296 | Giuseppe Enrici Olaszország   | Giuseppe Enrici Olaszország |
| 9ª  | Perugia  | Bologna  | 280 | Arturo Ferrario Olaszország   | Giuseppe Enrici Olaszország |
| 10ª | Bologna  | Fiume    | 415 | Romolo Lazzaretti Olaszország | Giuseppe Enrici Olaszország |
| 11ª | Fiume    | Verona   | 366 | Arturo Ferrario Olaszország   | Giuseppe Enrici Olaszország |
| 12ª | Verona   | Milánó   | 313 | Giovanni Bassi Olaszország    | Giuseppe Enrici Olaszország |

## Részletes eredmények

### 1. szakasz
- május 10.: Milánó–Genova – 300,3 km

| # | Versenyző       | Csapat | Idő       |
| - | --------------- | ------ | --------- |
| 1 | Bartolomeo Aymo | IND    | 11.00'23" |
| 2 | Federico Gay    | IND    | a 9'50"   |
| 3 | Guido Messeri   | IND    | a 16'50"  |

### 2. szakasz
- május 12.: Genova–Firenze – 307,9 km

| # | Versenyző       | Csapat | Idő       |
| - | --------------- | ------ | --------- |
| 1 | Federico Gay    | IND    | 11.52'36" |
| 2 | Giuseppe Enrici | IND    | +1"       |
| 3 | Michele Gordini | IND    | +7'13"    |

### 3. szakasz
- május 14.: Firenze–Róma – 284,4 km

| # | Versenyző       | Csapat | Idő       |
| - | --------------- | ------ | --------- |
| 1 | Federico Gay    | IND    | 10.56'06" |
| 2 | Enea Dal Fiume  | IND    | +2'30"    |
| 3 | Michele Gordini | IND    | +3'08"    |

### 4. szakasz
- május 16.: Róma–Nápoly – 249,3 km

| # | Versenyző            | Csapat | Idő      |
| - | -------------------- | ------ | -------- |
| 1 | Adriano Zanaga       | IND    | 9.46'14" |
| 2 | Federico Gay         | IND    | +4'28"   |
| 3 | Giovanni Trentarossi | IND    | a.i.     |

### 5. szakasz
- május 18.: Potenza–Taranto – 265,3 km

| # | Versenyző          | Csapat | Idő      |
| - | ------------------ | ------ | -------- |
| 1 | Federico Gay       | IND    | 9.47'18" |
| 2 | Secondo Martinetto | IND    | a.i.     |
| 3 | Giuseppe Enrici    | IND    | a.i.     |

### 6. szakasz
- május 20.: Taranto–Foggia – 230,3 km

| # | Versenyző          | Csapat | Idő      |
| - | ------------------ | ------ | -------- |
| 1 | Federico Gay       | IND    | 9.05'18" |
| 2 | Gianbattista Gilli | IND    | a.i.     |
| 3 | Giuseppe Enrici    | IND    | a.i.     |

### 7. szakasz
- május 22.: Foggia–L’Aquila – 304,3 km

| # | Versenyző          | Csapat | Idő       |
| - | ------------------ | ------ | --------- |
| 1 | Federico Gay       | IND    | 12.47'12" |
| 2 | Vitaliano Lugli    | IND    | +3'45"    |
| 3 | Gianbattista Gilli | IND    | +12'07"   |

### 8. szakasz
- május 24.: L’Aquila–Perugia – 296 km

| # | Versenyző           | Csapat | Idő       |
| - | ------------------- | ------ | --------- |
| 1 | Giuseppe Enrici     | IND    | 11.12'18" |
| 2 | Enea Dal Fiume      | IND    | +1'25"    |
| 3 | Giovanni Rossignoli | IND    | +20'07"   |

### 9. szakasz
- május 26.: Perugia–Bologna – 296 km

| # | Versenyző         | Csapat | Idő       |
| - | ----------------- | ------ | --------- |
| 1 | Arturo Ferrario   | IND    | 10.47'26" |
| 2 | Giuseppe Enrici   | IND    | +1"       |
| 3 | Giovanni Tragella | IND    | +5'58"    |

### 10. szakasz
- május 28.: Bologna–Fiume – 415 km

| # | Versenyző         | Csapat | Idő       |
| - | ----------------- | ------ | --------- |
| 1 | Romolo Lazzaretti | IND    | 17.28'12" |
| 2 | Alfredo Sivocci   | IND    | a.i.      |
| 3 | Arturo Ferrario   | IND    | a.i.      |

### 11. szakasz
- május 30.: Fiume–Verona – 366,5 km

| # | Versenyző       | Csapat | Idő       |
| - | --------------- | ------ | --------- |
| 1 | Arturo Ferrario | IND    | 18.15'54" |
| 2 | Federico Gay    | IND    | a.i.      |
| 3 | Giovanni Bassi  | IND    | a.i.      |

### 12. szakasz
- június 1.: Verona–Milánó – 313 km

| # | Versenyző       | Csapat | Idő       |
| - | --------------- | ------ | --------- |
|   | Giovanni Bassi  | IND    | 12.51'21" |
|   | Federico Gay    | IND    | a.i.      |
| 1 | Alfredo Sivocci | IND    | a.i.      |

## Végeredmény
| #  | Versenyző           | Csapat | Idő        |
| -- | ------------------- | ------ | ---------- |
| 1  | Giuseppe Enrici     | IND    | 143.43'37" |
| 2  | Federico Gay        | IND    | +58'21"    |
| 3  | Angiolo Gabrielli   | IND    | +1.56'53"  |
| 4  | Secondo Martinetto  | IND    | +2.13'51"  |
| 5  | Enea Dal Fiume      | IND    | +2.19'00"  |
| 6  | Gianbattista Gilli  | IND    | +2.59'00"  |
| 7  | Vitaliano Lugli     | IND    | +3.28'32"  |
| 8  | Giovanni Rossignoli | IND    | +3.29'08"  |
| 9  | Ottavio Pratesi     | IND    | +4.03'00"  |
| 10 | Alfredo Sivocci     | IND    | +4.03'36"  |